# Deborah Colker
Deborah Colker (Río de Janeiro, 6 de diciembre de 1960) es una dramaturga, directora de escena, bailarina y coreógrafa brasileña, reconocida como la máxima figura de la danza contemporánea en Brasil y por ser pionera de la danza vertical y aérea. Ganó el Premio Laurence Olivier a la Trayectoria Destacada en la Danza en 2001. Fue la primera mujer y latinoamericana en dirigir un espectáculo del Cirque du Soleil en 2009, y la directora de movimiento y coreógrafa de la ceremonia de apertura de los Juegos Olímpicos de Río de Janeiro 2016.

## Trayectoria
Colker es descendiente de rusos judíos, sus abuelos emigraron a Brasil. Estudió piano y danza clásica y fue jugadora profesional de voleibol. Comenzó estudios universitarios de psicología que abandonó antes de graduarse para dedicarse a la danza. Entre 1980 y 1988 perteneció al grupo Coringa, de la coreógrafa uruguaya Graciela Figueroa. Se inició como directora de movimiento en 1984 y participó en más de 30 obras de teatro, trabajando con destacados directores y actores brasileños.
En 1993 fundó su propia compañía de danza, la Companhia de Dança Deborah Colker, cuya primera actuación fue en 1994 en el Teatro Municipal de Río de Janeiro. Con su compañía, creó Velox en 1995 y Rota en 1997, espectáculos en la que exploraba el movimiento y el espacio e integraba movimientos de la vida cotidiana, con una fusión de danzas callejeras, clásicas y contemporáneas que no sólo incluían a bailarines como intérpretes, sino también a actores y modelos de moda.
Como pionera de la danza vertical, cuenta con obras como: Mix, que presentaba una colección de movimientos que investigaban la física del movimiento en un escenario vertical y con la que ganó el Premio Laurence Olivier a la Trayectoria Destacada en la Danza en 2001; Casa, Knot o 4 por 4.
En 2009, escribió, dirigió y coreografió la producción del Cirque du Soleil Ovo, convirtiéndose en la primera mujer y latinoamericana en dirigir un espectáculo de esta compañía. Ha estado de gira por más de 10 años y cuenta la historia de un insecto extranjero que llega a una nueva comunidad con un gran huevo, es rechazado y le roban sus pertenencias que recuperará con la ayuda de una mariquita solitaria, protagonizada por Michelle Matlock.

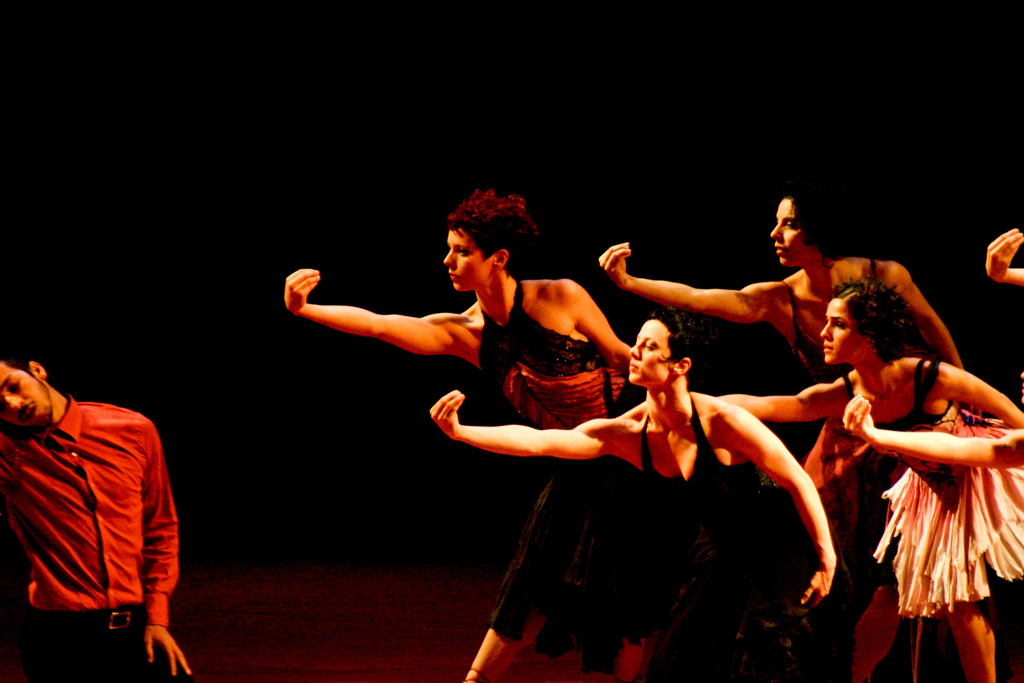
Compañía Deborah Colker

Fue responsable de los más de 6 000 voluntarios que bailaron en la ceremonia de apertura de los Juegos Olímpicos de Río de Janeiro 2016, en una pieza que combinó las actuaciones de Velox y Rota, que formaban parte del repertorio de su compañía de danza, y que más tarde, adaptó para convertirlo en un nuevo espectáculo, llamado Vero.
También creó Perro sin Plumas, basado en el poema homónimo de João Cabral de Melo Neto publicado en 1950, que sigue el recorrido del río Capibaribe para mostrar los contrastes entre la pobreza, la fuerza de la cultura y la resistencia en Brasil ; y tras una investigación de 4 años sobre la ciencia y la fe, creó Cura.
En 2024 se estrenó una ópera sobre Federico García Lorca que dirigió para la Metropolitan Opera House en Nueva York.

## Reconocimientos (selección)
- 1997 - Troféu Mambembe, por el espectáculo Rota, que otorga el Ministerio de Cultura de Brasil.[23]
- 2001 - Premio Laurence Olivier a la Trayectoria Destacada en la Danza, por el espectáculo Mix.[15][16]
- 2018 - Premio Benois de la Danse, por el espectáculo Perro sin Plumas.[10]

## Filmografía
- 2003 - És tu, Brasil.[24]
- 2013 - A Farra do Circo.
- 2019 - Marcia Haydée: Uma Vida Pela Dança.